# Alamosa County
Alamosa County är ett administrativt område i delstaten Colorado, USA. År 2010 hade countyt 15 445 invånare. Den administrativa huvudorten (county seat) är Alamosa. 
Great Sand Dunes nationalpark ligger i countyt. 

## Geografi
Enligt United States Census Bureau så har countyt en total area på 1 874 km². 1 872 km² av den arean är land och 2 km² är vatten.

### Angränsande countyn
- Saguache County - nord
- Huerfano County - öst
- Costilla County - sydöst
- Conejos County - sydväst
- Rio Grande County - väst